# 재일특권
재일특권(일본어: 在日特権 자이니치 톡켄[*])은 일본 내에서 선주 일본인이 아닌 재일 외국인이 가지고 있는 불필요, 불평등한 자격과 권리 및 그들에게만 제공되는 기업과 정부 기관의 특별 우대 조치가 있음을 주장하려고 만든 낱말이다. 좁은 의미에서는 주로 재일조선인들을 대상으로 쓴다.
야스다 고이치는 자신의 저서 《거리로 나온 넷우익》에서 재일특권에 대한 비판에 대해 일본은 (한국의) 틀림없는 종주국이였으며 한반도에 혼란을 어느 정도 책임을 져야한다며 책임을 질 도량이 없다면 애초부터 식민지를 만들어서도 안 되었고, 전쟁에 져서야 안 돼야 했다며 이 둘을 모두 실패한 일본이라 비판했다.